# Канапе (кулинария)
Канапе́ (фр. canapé) — маленькие открытые фигурные бутерброды круглой формы на хлебе, слоёной выпечке или сухом печенье, по своему привлекательному виду похожие на мелкие пирожные. Канапе являются праздничной закуской, их готовят с более изысканными гастрономическими изделиями и часто подают в вазах и на тарелках на шведских столах и коктейльных вечеринках, а также сервируют к чаю и кофе порциями по 2—6 штук на порцию. Название маленьких бутербродов объясняют их сходством с одноимённым предметом мебели.
Для приготовления канапе слегка чёрствый пшеничный или реже ржаной хлеб нарезают ломтиками фигурной формы (кружками, звёздочками, ромбиками, прямоугольниками) без корки, обжаривают его на сливочном масле или маргарине до золотистого цвета или подсушивают в духовом шкафу, после остывания смазывают маслом или масляными смесями и укладывают один или несколько видов мясных (ветчину, окорок, колбасу, отварное и жареное мясо), рыбных (икру зернистую, паюсную, кетовую, рыбу солёную, горячего и холодного копчения, балычные изделия, различные консервы) и другие продукты, для эффектного вида чередуя их по цвету. Для украшения канапе используют зелень петрушки, зелёный лук, маслины, рубленые крутые яйца, лимон, маринованные огурцы, фрукты, мочёную бруснику. Готовые канапе до подачи на стол охлаждают, чтобы продукты хорошо пристали к хлебу. Если требуется приготовить большое количество канапе, хлеб обжаривают полосками, которые сначала гарнируют, а потом разрезают треугольниками или прямоугольниками. Ржаной хлеб идёт преимущественно на канапе с килькой или бужениной. Под основу канапе также подходит поджаренный тостовый хлеб. Для канапе на слойках тонко раскатанное тесто нарезают выемками разной формы. Канапе-башенки из нескольких рядов разных продуктов скрепляют шпажками с фигурками или в виде флажков. На шпажках делают также фруктовые канапе.
Помимо канапе существуют другие закуски миниатюрного размера с привлекательным внешним видом. В отличие от тартинок канапе являются холодной закуской, в отличие от тарталеток для канапе не применяется песочное тесто и формы для выпечки. Волованы представляют собой цельные башенки из слоёного теста с горячей мелко нарезанной начинкой. Амюз-буш подают в ресторанах, часто в качестве угощения от шеф-повара, во время ожидания заказанного основного блюда.